# Lorenzo Ardid Bernal
Lorenzo Ardid Bernal (Herrera de los Navarros, 1844 - Barcelona, 1914) fou un metge i polític republicà aragonès. Es llicencià en medicina i lluità com a tinent en la Tercera Guerra Carlina. S'establí a Barcelona i practicà la medicina, distingint-se per no cobrar als pacients més pobres. Inicialment milità al Partit Republicà Democràtic Federal, però després es desenganyà i fou membre del Partit Republicà Radical d'Alejandro Lerroux. El 1909 fou encarregat de dirigir les activitats obreres del seu partit, cosa que l'enfrontà amb els anarquistes de la Solidaridad Obrera. També fou regidor de l'ajuntament de Barcelona.
Durant la Setmana Tràgica es va entrevistar amb Francesc Ferrer i Guàrdia i es desvinculà dels fets, però tot i així fou detingut sota l'acusació de promoure la crema de convents. Després es va distingir com un dels acusadors de Ferrer i Guàrdia.